# Sarah Sheeva
Sarah Sheeva Cidade Gomes (nascida ‘Riroca Cidade Gomes; Rio de Janeiro, 10 de fevereiro de 1973) é uma pastora, escritora e cantora brasileira. Filha dos cantores Pepeu Gomes e Baby do Brasil, também seguiu carreira musical a exemplo de seus pais. Junto com as irmãs Zabelê e Nana Shara, formou o grupo de música pop SNZ, que obteve êxito no fim dos anos 1990 e início da década de 2000. Deixou o trio em 2003, passando a se dedicar à carreira de missionária evangélica. Lançou um álbum gospel e publicou dois livros.

## Biografia

### Infância
Seus pais levaram oito meses para lhe dar um nome, e quando decidiram, lhe deram o nome de ‘Riroca (escrito com um apóstrofo antes do ‘R), que em língua indígena tupi-guarani significa "Casa do Amor". Os primeiros anos de sua vida foram em um sítio onde o grupo Novos Baianos montou uma comunidade, em Jacarepaguá, Zona Oeste do Rio de Janeiro. Devido ao bullying que sofreu na escola como consequência ao nome sugerir provocações de outras crianças como "apagando a perninha do 'R'", pediu para que trocasse pelo nome Sarah, pelo qual disse ser apaixonada e de significado "princesa", que é tema central dos seus cursos onde ensina a mulher a se valorizar mais, se doando apenas depois do casamento.
Sua carreira musical começou aos três anos, quando seus pais ainda faziam parte do grupo Novos Baianos. No álbum “Caia na Estrada e Perigas Ver” cantou, e a faixa “Porto dos Balões” é creditada em sua autoria. Continuou compondo com seus pais nos anos seguintes, sendo co-autora de sucessos como "Planeta Vênus" e "Barrados na Disneylândia".
Em 1987, seus pais mudaram oficialmente seu nome para Sarah Sheeva, sendo o primeiro nome "Sarah" inspirado no nome da personagem da atriz Jennifer Connelly no filme Labirinto. O segundo nome, "Sheeva", sugerido por sua mãe, foi inspirado no segundo nome de Cosma Shiva Hagen, filha da atriz e cantora alemã Nina Hagen, que Sarah havia conhecido quando ambas eram crianças, nos bastidores do primeiro Rock in Rio em 1985. Apesar de ter se inspirado no segundo nome de Cosma, Sarah decidiu mudar a grafia do nome "Shiva" para "Sheeva" para que não fosse associada ao hinduísmo.
Sheeva começou a desenhar ainda na adolescência, e começou a trabalhar em 1991 como figurinista nos bastidores da música; depois se tornou desenhista de alta costura e aspirante a estilista. Também em 1991 ela teve sua única filha, Rannah Sheeva.

### Carreira musical
Sua carreira musical começou ainda nos anos 1990, quando foi vocalista de apoio de Baby do Brasil e Pepeu Gomes ao lado das irmãs. Em 1997, começou a formar o grupo SNZ, junto com as irmãs Nãna Shara e Zabelê, na qual atuou por cinco anos. O primeiro álbum do grupo, intitulado SNZ, foi lançado em 2000 pela Warner, produzido por Tom Capone e Plínio Profeta. O primeiro single, "Longe do Mundo", também foi escolhido como trilha sonora do filme O Trapalhão e a Luz Azul. O segundo single e carro-chefe do álbum, "Retrato Imaginário", foi escrito por Shara em parceria com a cantora ítalo-brasileira Deborah Blando. A música rapidamente se tornou um sucesso e ganhou muito apoio das rádios e das emissoras de TV. Um remix da música também foi feito para o vídeo da mesma e também lançado nas rádios. A terceira música de trabalho, uma sofisticada releitura R&B do hit "Dancin' Days", de As Frenéticas, também recebeu rotação das rádios, sendo lançada como terceira música de trabalho do grupo, e teve seu videoclipe dirigido e produzido pelo diretor Alex Miranda, sendo na época, um grande sucesso na MTV Brasil.
O segundo álbum de estúdio lançado pelo SNZ, em 2001, levou o título de Sarahnãnazabelê. Produzido por Paulo Jeveaux, foi um grande sucesso, começando pelo dueto com o cantor americano Richard Lugo, na música "Nothing's Gonna Change My Love For You"/"Nada vai Tirar Você de Mim", de George Benson. A canção que foi um grande sucesso nas rádios e teve seu videoclipe dirigido por Preta Gil e Caio Blat, foi outro grande sucesso na MTV. Essa música também foi incluída na trilha sonora da novela Um Anjo Caiu do Céu. A gravadora tentou trazer o formato de CD single ao Brasil, sem boa recepção. A segunda música de trabalho desse disco, considerada o maior sucesso do SNZ, foi a música "Se Eu Pudesse", de autoria da própria Sheeva, chegando a ficar por meses nos primeiros lugares das paradas de sucessos das rádios de todo o Brasil, e tendo seu videoclipe entre os mais bem colocados do Disk MTV.
Em 2002, o SNZ recebeu o Prêmio Multishow de Música Brasileira na categoria "grupo revelação". No mesmo ano, Sheeva anunciou que deixaria o grupo em 2003, para trabalhar por tempo integral como missionária e pregadora da Bíblia. Contudo, um álbum de remixes, contendo os sucessos do trio em versões remixadas e uma faixa inédita. Em 2003, deixou definitivamente o grupo.

### Missionária evangélica
Sarah passou a fazer parte da Igreja Celular Internacional. Inicialmente, ela encontrou resistência da família, mas a reaproximação com a mãe conteceu quando a própria Baby começou a pregar na igreja Ministério do Espírito Santo de Deus em Nome de Jesus. Em 2005, lançou seu primeiro álbum gospel, chamado "Tudo Mudou". Em setembro de 2007 Sarah ingressa na carreira de escritora e lança seu primeiro livro, "Defraudação Emocional" e, no ano seguinte, em setembro de 2008, lança o segundo livro, chamado "Onde foi que eu errei?".
Como pastora, Sarah ganhou fama por ter criado o "culto das princesas", uma reunião em que só participam mulheres. Em 2011, chegou a reunir três mil pessoas em Mauá (SP). Seus ensinamentos incluem a abstinência sexual até o casamento.
Sarah é frequentemente citada a respeito de sua sexualidade. Em 2008, ela concedeu uma entrevista à revista Quem e contou que era "ninfomaníaca e promíscua" antes da conversão e que decidiu praticar a abstinência sexual. Na época, ela contou que estava sem fazer sexo há nove anos. Em 2021, em entrevista à RedeTV!, ela disse que preferiu ficar longe da vida sexual para poder ficar mais dedicada às atividades religiosas.
A pastora virou notícia em 2017, quando criticou a exposição do corpo feminino e citou como exemplo o clipe de "Vai Malandra", de Anitta. A cantora rebateu e ironizou ao perguntar ao marido, Thiago Magalhães, se era "malandra ou princesa".
Em novembro de 2021, Sarah voltou a ser manchete após relembrar uma pregação que havia feito sobre artistas da música sertaneja. Na época, a cantora Marília Mendonça havia morrido devido a um acidente aéreo. Um mês antes da morte da cantora no dia 10 de outubro, Sarah disse que havia ficado escandalizada com as letras da cantora, embora não a citasse diretamente na pregação. A pastora afirmou que as canções falavam de "fossa, de dor de cotovelo e chifre" e que invocava o "espírito de adultério". Depois, Sarah pediu aos artistas sertanejos para "aceitarem Jesus".
Após a morte da cantora, um seguidor de Sarah relembrou essa pregação e disse que a pastora havia feito uma "profecia" sobre Marília. Nas redes sociais, Sarah admitiu que estava falando sobre Marília naquela pregação e afirmou estar em "estado de choque", pois já não lembrava mais do teor daquela mensagem.

## Discografia

### Álbuns

#### Com o SNZ
- SNZ (2000)
- Sarahnãnazabelê (2001)
- Remix Hits (2002)

#### Solo
- Tudo Mudou (2005)

### Singles

#### Com o SNZ
| "Longe do Mundo"                                                               | 1999 | 5  | SNZ             |
| "Dancin' Days"                                                                 | 2000 | 9  | SNZ             |
| "Retrato Imaginário"                                                           | 2000 | 1  | SNZ             |
| "Venha Dançar"                                                                 | 2000 | 17 | SNZ             |
| "Nothing's Gonna Change My Love For You" (com Richard Lugo)                    | 2001 | 3  | Sarahnanazabele |
| "Se Eu Pudesse"                                                                | 2002 | 14 | Sarahnanazabele |
| "Já Foi"                                                                       | 2002 | 37 | Sarahnanazabele |
| "DNA do Som"                                                                   | 2002 | 15 | Remix Hits      |
| "—" denota singles que não entraram nas paradas ou não foram lançados no país. |      |    |                 |

#### Solo
Eu Decido Confiar (2012, Gospel, Letra e Música: Sarah Sheeva) 